# Leichtathletik-Continentalcup 2014
Der 2. Leichtathletik-Continentalcup (offizielle Bezeichnung 2014 IAAF Continental Cup) fand am 13. und 14. September 2014 in der marokkanischen Stadt Marrakesch statt. Insgesamt wurden 40 Wettbewerbe, jeweils 20 für Männer und Frauen, im Stade de Marrakech ausgetragen.

## Kritik
Der Veranstalter und das Format des Continentalcups sahen sich herber Kritik ausgesetzt. Ein wesentlicher Kritikpunkt war die auf mangelnde Zuschauer zurückzuführende schlechte Atmosphäre im Stadion. Es wurden keine offiziellen Zuschauerzahlen veröffentlicht, die Stadionränge wurden jedoch als „menschenleer“ beschrieben. Das Fachmagazin Leichtathletik nannte den Continentalcup „das zuschauerärmste und stimmungsschwächste Weltereignis in der Geschichte der Leichtathletik“. Auch werfe der Wettkampf damit kein gutes Licht auf die Welt der Leichtathletik, sondern sei eher Antiwerbung für den Sport. Der IAAF-Vizepräsident Serhij Bubka räumte Defizite bei der Öffentlichkeitsarbeit vor Ort ein und versprach den Veranstaltern, in Zukunft mehr Unterstützung zuteilwerden zu lassen.
Außerdem wurde die Geldpolitik kritisiert. Die ausgeschütteten Preisgelder von 2,9 Millionen US-Dollar waren wesentlich höher als bei Diamond-League-Meetings. Im Vergleich dazu nahmen allerdings weitaus weniger Topstars teil und in Anbetracht des Athletenbudgets fielen auch die Leistungen mäßig aus. Zudem konnten die hohen Ausgaben nicht annähernd durch Ticketeinnahmen gedeckt werden.

## Austragungsmodus
Vier kontinentale Teams traten gegeneinander an: Amerika, Afrika, Asia/Pacific (Asien und Ozeanien) und Europa. In jedem Einzelwettbewerb konkurrierten pro Kontinent zwei Athleten, die aus jeweils zwei unterschiedlichen Ländern stammen mussten. Grundsätzlich durften Athleten in mehreren Disziplinen antreten, ein Doppelstart im 3000- und 5000-Meter-Lauf war jedoch nicht zulässig. In den Staffelwettbewerben stellte jeder Kontinent eine Mannschaft.
Pro Wettbewerb wurden Punkte nach folgenden Schlüssel vergeben:
| Platz | Einzel | Staffel |
| ----- | ------ | ------- |
| 1     | 8      | 15      |
| 2     | 7      | 11      |
| 3     | 6      | 7       |
| 4     | 5      | 3       |
| 5     | 4      |         |
| 6     | 3      |         |
| 7     | 2      |         |
| 8     | 1      |         |

Zur Ermittlung der Siegermannschaft wurden die Punkte aus allen 40 Wettbewerben addiert.

## Preisgeldstruktur
Insgesamt wurden Preisgelder in Höhe von 2,9 Millionen US-Dollar ausgeschüttet. Sie verteilten sich wie folgt:
| Platz | Einzel   | Staffel  |
| ----- | -------- | -------- |
| 1     | 30.000 $ | 30.000 $ |
| 2     | 15.000 $ | 20.000 $ |
| 3     | 10.000 $ | 10.000 $ |
| 4     | 7.000 $  | 8.000 $  |
| 5     | 5.000 $  |          |
| 6     | 3.000 $  |          |
| 7     | 2.000 $  |          |
| 8     | 1.000 $  |          |

## Endstand
| Platz | Team         | Punkte |
| ----- | ------------ | ------ |
| 1     | Europe       | 447,5  |
| 2     | Americas     | 390,0  |
| 3     | Africa       | 339,0  |
| 4     | Asia-Pacific | 257,5  |

## Ergebnisse

### Männer

#### 100-Meter-Lauf
| Platz | Athlet              | Team         | Land | Zeit (s) | Punkte |
| ----- | ------------------- | ------------ | ---- | -------- | ------ |
| 1     | James Dasaolu       | Europe       | GBR  | 10,03    | 8      |
| 2     | Mike Rodgers        | Americas     | USA  | 10,04    | 7      |
| 3     | Femi Ogunode        | Asia-Pacific | QAT  | 10,04 PB | 6      |
| 4     | Mark Jelks          | Africa       | NGR  | 10,12    | 5      |
| 5     | Christophe Lemaitre | Europe       | FRA  | 10,13    | 4      |
| 6     | Zhang Peimeng       | Asia-Pacific | CHN  | 10,18    | 3      |
| 7     | Hua Wilfried Koffi  | Africa       | CIV  | 10,22    | 2      |
| 8     | Richard Thompson    | Americas     | TTO  | 10,24    | 1      |

13. September, 20:50 Uhr
Wind: -0,1 m/s

#### 200-Meter-Lauf
| Platz | Athlet              | Team         | Land | Zeit (s) | Punkte |
| ----- | ------------------- | ------------ | ---- | -------- | ------ |
| 1     | Alonso Edward       | Americas     | PAN  | 19,98    | 8      |
| 2     | Rasheed Dwyer       | Americas     | JAM  | 19,98 PB | 7      |
| 3     | Femi Ogunode        | Asia-Pacific | QAT  | 20,17    | 6      |
| 4     | Christophe Lemaitre | Europe       | FRA  | 20,28    | 5      |
| 5     | Serhij Smelyk       | Europe       | UKR  | 20,37    | 4      |
| 6     | Isaac Makwala       | Africa       | BOT  | 20,49    | 3      |
| 7     | Hua Wilfried Koffi  | Africa       | CIV  | 20,62    | 2      |
| 8     | Masafumi Naoki      | Asia-Pacific | JPN  | 21,12    | 1      |

14. September, 19:45 Uhr
Wind: 0,2 m/s

#### 400-Meter-Lauf
| Platz | Athlet            | Team         | Land | Zeit (s) | Punkte |
| ----- | ----------------- | ------------ | ---- | -------- | ------ |
| 1     | LaShawn Merritt   | Americas     | USA  | 44,60    | 8      |
| 2     | Isaac Makwala     | Africa       | BOT  | 44,84    | 7      |
| 3     | Youssef Masrahi   | Asia-Pacific | KSA  | 45,03    | 6      |
| 4     | Wayde van Niekerk | Africa       | RSA  | 45,27    | 5      |
| 5     | Luguelín Santos   | Americas     | DOM  | 45,34    | 4      |
| 6     | Donald Sanford    | Europe       | ISR  | 45,40    | 3      |
| 7     | Martyn Rooney     | Europe       | GBR  | 45,93    | 2      |
| 8     | Yūzō Kanemaru     | Asia-Pacific | JPN  | 48,08    | 1      |

13. September, 20:25 Uhr

#### 800-Meter-Lauf
| Platz | Athlet                   | Team         | Land | Zeit (min) | Punkte |
| ----- | ------------------------ | ------------ | ---- | ---------- | ------ |
| 1     | Nijel Amos               | Africa       | BOT  | 1:44,88    | 8      |
| 2     | Mohammed Aman            | Africa       | ETH  | 1:45,34    | 7      |
| 3     | Adam Kszczot             | Europe       | POL  | 1:45,72    | 6      |
| 4     | Mark English             | Europe       | IRL  | 1:45,74    | 5      |
| 5     | Jeffrey Riseley          | Asia-Pacific | AUS  | 1:46,20    | 4      |
| 6     | Duane Solomon            | Americas     | USA  | 1:46,21    | 3      |
| 7     | Musaeb Abdulrahman Balla | Asia-Pacific | QAT  | 1:48,50    | 2      |
| 8     | Wesley Vázquez           | Americas     | PUR  | 1:49,32    | 1      |

14. September, 20:30 Uhr

#### 1500-Meter-Lauf
| Platz | Athlet                      | Team         | Land | Zeit (min) | Punkte |
| ----- | --------------------------- | ------------ | ---- | ---------- | ------ |
| 1     | Ayanleh Souleiman           | Africa       | DJI  | 3:48,91    | 8      |
| 2     | Asbel Kiprop                | Africa       | KEN  | 3:49,10    | 7      |
| 3     | Mahiedine Mekhissi          | Europe       | FRA  | 3:49,53    | 6      |
| 4     | Henrik Ingebrigtsen         | Europe       | NOR  | 3:49,76    | 5      |
| 5     | Benson Kiplagat Seurei      | Asia-Pacific | BRN  | 3:49,91    | 4      |
| 6     | Nick Willis                 | Asia-Pacific | NZL  | 3:50,00    | 3      |
| 7     | Leonel Manzano              | Americas     | USA  | 3:50,35    | 2      |
| 8     | Charles Philibert-Thiboutot | Americas     | CAN  | 3:51,97    | 1      |

13. September, 21:00 Uhr

#### 3000-Meter-Lauf
| Platz | Athlet                | Team         | Land | Zeit (min) | Punkte |
| ----- | --------------------- | ------------ | ---- | ---------- | ------ |
| 1     | Caleb Mwangangi Ndiku | Africa       | KEN  | 7:52,64    | 8      |
| 2     | Hayle İbrahimov       | Europe       | AZE  | 7:53,14    | 7      |
| 3     | Bernard Lagat         | Americas     | USA  | 7:53,95    | 6      |
| 4     | Nick Willis           | Asia-Pacific | NZL  | 7:55,50    | 5      |
| 5     | Aweke Ayalew          | Asia-Pacific | BRN  | 7:56,58    | 4      |
| 6     | Abrar Osman           | Africa       | ERI  | 8:01,20    | 3      |
| 7     | Richard Ringer        | Europe       | GER  | 8:02,87    | 2      |
| 8     | Carlos dos Santos     | Americas     | BRA  | 8:08,50    | 1      |

14. September, 19:15 Uhr

#### 5000-Meter-Lauf
| Platz | Athlet                | Team         | Land | Zeit (min)  | Punkte |
| ----- | --------------------- | ------------ | ---- | ----------- | ------ |
| 1     | Isiah Kiplangat Koech | Africa       | KEN  | 13:26,86    | 8      |
| 2     | Zane Robertson        | Asia-Pacific | NZL  | 13:29,27    | 7      |
| 3     | Nguse Amlosom         | Africa       | ERI  | 13:31,31 PB | 6      |
| 4     | Albert Kibichii Rop   | Asia-Pacific | BRN  | 13:36,62    | 5      |
| 5     | Ali Kaya              | Europe       | TUR  | 13:42,45    | 4      |
| 6     | Bouabdellah Tahri     | Europe       | FRA  | 13:43,95    | 3      |
| 7     | Andrew Bumbalough     | Americas     | USA  | 13:51,36    | 2      |
|       | Iván López            | Americas     | CHI  | DNF         |        |

13. September, 19:30 Uhr

#### 110-Meter-Hürdenlauf
| Platz | Athlet               | Team         | Land | Zeit (s) | Punkte |
| ----- | -------------------- | ------------ | ---- | -------- | ------ |
| 1     | Sergei Schubenkow    | Europe       | RUS  | 13,23    | 8      |
| 2     | Ronnie Ash           | Americas     | USA  | 13,25    | 7      |
| 3     | William Sharman      | Europe       | GBR  | 13,25    | 6      |
| 4     | Xie Wenjun           | Asia-Pacific | CHN  | 13,44    | 5      |
| 5     | Tyron Akins          | Africa       | NGR  | 13,48    | 4      |
| 6     | Abdulaziz al-Mandeel | Asia-Pacific | KUW  | 13,49 PB | 3      |
| 7     | Yordan O’Farrill     | Americas     | CUB  | 13,67    | 2      |
| 8     | Ruan de Vries        | Africa       | RSA  | 14,31    | 1      |

14. September, 18:45 Uhr
Wind: 0,1 m/s

#### 400-Meter-Hürdenlauf
| Platz | Athlet             | Team         | Land | Zeit (s) | Punkte |
| ----- | ------------------ | ------------ | ---- | -------- | ------ |
| 1     | Cornel Fredericks  | Africa       | RSA  | 48,34    | 8      |
| 2     | Kariem Hussein     | Europe       | SUI  | 48,47 PB | 7      |
| 3     | Javier Culson      | Americas     | PUR  | 48,88    | 6      |
| 4     | Rasmus Mägi        | Europe       | EST  | 49,23    | 5      |
| 5     | Cristian Morton    | Africa       | NGR  | 49,65    | 4      |
| 6     | Takayuki Kishimoto | Asia-Pacific | JPN  | 49,78    | 3      |
| 7     | Michael Tinsley    | Americas     | USA  | 52,25    | 2      |
| 8     | Michael Cochrane   | Asia-Pacific | NZL  | 52,93    | 1      |

13. September, 19:00 Uhr

#### 3000-Meter-Hindernislauf
| Platz | Athlet                 | Team         | Land | Zeit (min) | Punkte |
| ----- | ---------------------- | ------------ | ---- | ---------- | ------ |
| 1     | Jairus Kipchoge Birech | Africa       | KEN  | 8:13,18    | 8      |
| 2     | Evan Jager             | Americas     | USA  | 8:14,08    | 7      |
| 3     | Abubaker Ali Kamal     | Asia-Pacific | QAT  | 8:17,27    | 6      |
| 4     | Chala Beyo             | Africa       | ETH  | 8:25,45 PB | 5      |
| 5     | John Kibet Koech       | Asia-Pacific | BRN  | 8:28,96    | 4      |
| 6     | Iwan Lukjanow          | Europe       | RUS  | 8:29,91    | 3      |
| 7     | Matthew Hughes         | Americas     | CAN  | 8:40,10    | 2      |
| 8     | Krystian Zalewski      | Europe       | POL  | 8:47,68    | 1      |

14. September, 18:15 Uhr

#### 4-mal-100-Meter-Staffel
| Platz | Team         | Athleten                                                                                         | Zeit (s) | Punkte |
| ----- | ------------ | ------------------------------------------------------------------------------------------------ | -------- | ------ |
| 1     | Americas     | Kim Collins (SKN) Mike Rodgers (USA) Nesta Carter (JAM) Richard Thompson (TTO)                   | 37,97    | 15     |
| 2     | Europe       | James Ellington (GBR) Harry Aikines-Aryeetey (GBR) Richard Kilty (GBR) Christophe Lemaitre (FRA) | 38,62    | 11     |
| 3     | Africa       | Mark Jelks (NGR) Monzavous Edwards (NGR) Obinna Metu (NGR) Ogho-Oghene Egwero (NGR)              | 39,10    | 7      |
| 4     | Asia-Pacific | Kazuma Ōseto (JPN) Kōtarō Taniguchi (JPN) Masafumi Naoki (JPN) Yū Onabuta (JPN)                  | 39,50    | 3      |

13. September, 21:55 Uhr

#### 4-mal-400-Meter-Staffel
| Platz | Team         | Athleten                                                                                      | Zeit (min) | Punkte |
| ----- | ------------ | --------------------------------------------------------------------------------------------- | ---------- | ------ |
| 1     | Africa       | Boniface Mucheru Tumuti (KEN) Isaac Makwala (BOT) Saviour Kombe (ZAM) Wayde van Niekerk (RSA) | 3:00,02    | 15     |
| 2     | Europe       | Conrad Williams (GBR) Jakub Krzewina (POL) Donald Sanford (ISR) Martyn Rooney (GBR)           | 3:00,10    | 11     |
| 3     | Americas     | Javier Culson (PUR) Chris Brown (BAH) Kim Collins (SKN) LaShawn Merritt (USA)                 | 3:02,78    | 7      |
| 4     | Asia-Pacific | Tomoya Tamura (JPN) Takamasa Kitagawa (JPN) Kaisei Yui (JPN) Julian Jrummi Walsh (JPN)        | 3:03,77    | 3      |

14. September, 20:55 Uhr

#### Hochsprung
| Platz | Athlet             | Team         | Land | Höhe (m) | Punkte |
| ----- | ------------------ | ------------ | ---- | -------- | ------ |
| 1     | Bohdan Bondarenko  | Europe       | UKR  | 2,37     | 8      |
| 2     | Iwan Uchow         | Europe       | RUS  | 2,34     | 7      |
| 3     | Mutaz Essa Barshim | Asia-Pacific | QAT  | 2,34     | 6      |
| 4     | Derek Drouin       | Americas     | CAN  | 2,31     | 5      |
| 5     | Erik Kynard        | Americas     | USA  | 2,31     | 4      |
| 6     | Zhang Guowei       | Asia-Pacific | CHN  | 2,27     | 3      |
| 7     | Fernand Djoumessi  | Africa       | CMR  | 2,23     | 2      |
| 8     | Kabelo Kgosiemang  | Africa       | BOT  | 2,18     | 1      |

13. September, 20:15

#### Stabhochsprung
| Platz | Athlet                | Team         | Land | Höhe (m) | Punkte |
| ----- | --------------------- | ------------ | ---- | -------- | ------ |
| 1     | Renaud Lavillenie     | Europe       | FRA  | 5,80     | 8      |
| 2     | Xue Changrui          | Asia-Pacific | CHN  | 5,65     | 7      |
| 3     | Mark Hollis           | Americas     | USA  | 5,55     | 6      |
| 4     | Augusto Dutra         | Americas     | BRA  | 5,40     | 5      |
| 5     | Paweł Wojciechowski   | Europe       | POL  | 5,40     | 4      |
| 6     | Cheyne Rahme          | Africa       | RSA  | 5,20     | 3      |
| 7     | Joel Pocklington      | Asia-Pacific | AUS  | 5,20     | 2      |
| 8     | Mohamed Amin Romdhana | Africa       | TUN  | 5,00     | 1      |

14. September, 17:40 Uhr

#### Weitsprung
| Platz | Athlet           | Team         | Land | Weite (m) | Punkte |
| ----- | ---------------- | ------------ | ---- | --------- | ------ |
| 1     | Ignisious Gaisah | Europe       | NED  | 8,11      | 8      |
| 2     | Will Claye       | Americas     | USA  | 7,98      | 7      |
| 3     | Zarck Visser     | Africa       | RSA  | 7,96      | 6      |
| 4     | Henry Frayne     | Asia-Pacific | AUS  | 7,95      | 5      |
| 5     | Li Jinzhe        | Asia-Pacific | CHN  | 7,82      | 4      |
| 6     | Robert Martey    | Africa       | GHA  | 7,76      | 3      |
| 7     | Luis Rivera      | Americas     | MEX  | 7,75      | 2      |
| 8     | Kafétien Gomis   | Europe       | FRA  | 7,67      | 1      |

13. September, 20:45 Uhr

#### Dreisprung
| Platz | Athlet                  | Team         | Land | Weite (m) | Punkte |
| ----- | ----------------------- | ------------ | ---- | --------- | ------ |
| 1     | Benjamin Compaoré       | Europe       | FRA  | 17,48 PB  | 8      |
| 2     | Godfrey Khotso Mokoena  | Africa       | RSA  | 17,35 NR  | 7      |
| 3     | Will Claye              | Americas     | USA  | 17,21     | 6      |
| 4     | Tosin Oke               | Africa       | NGR  | 16,89     | 5      |
| 5     | Cao Shuo                | Asia-Pacific | CHN  | 16,83     | 4      |
| 6     | Ljukman Adams           | Europe       | RUS  | 16,82     | 3      |
| 7     | Jonathan Henrique Silva | Americas     | BRA  | 16,04     | 2      |
| 8     | Renjith Maheswary       | Asia-Pacific | IND  | 15,91     | 1      |

14. September, 17:45 Uhr

#### Kugelstoßen
| Platz | Athlet            | Team         | Land | Weite (m) | Punkte |
| ----- | ----------------- | ------------ | ---- | --------- | ------ |
| 1     | David Storl       | Europe       | GER  | 21,55     | 8      |
| 2     | O’Dayne Richards  | Americas     | JAM  | 21,10     | 7      |
| 3     | Joe Kovacs        | Americas     | USA  | 20,87     | 6      |
| 4     | Tomas Walsh       | Asia-Pacific | NZL  | 20,70     | 5      |
| 5     | Tomasz Majewski   | Europe       | POL  | 20,35     | 4      |
| 6     | Orazio Cremona    | Africa       | RSA  | 19,96     | 3      |
| 7     | Franck Elemba     | Africa       | CGO  | 19,72 NR  | 2      |
| 8     | Sultan al-Habashi | Asia-Pacific | KSA  | 19,09     | 1      |

13. September, 19:35 Uhr

#### Diskuswurf
| Platz | Athlet                    | Team         | Land | Weite (m) | Punkte |
| ----- | ------------------------- | ------------ | ---- | --------- | ------ |
| 1     | Gerd Kanter               | Europe       | EST  | 64,46     | 8      |
| 2     | Jorge Fernández           | Americas     | CUB  | 62,97     | 7      |
| 3     | Jason Morgan              | Americas     | JAM  | 62,70     | 6      |
| 4     | Victor Hogan              | Africa       | RSA  | 62,69     | 5      |
| 5     | Benn Harradine            | Asia-Pacific | AUS  | 61,97     | 4      |
| 6     | Robert Urbanek            | Europe       | POL  | 60,27     | 3      |
| 7     | Stephen Mozia             | Africa       | NGR  | 57,31     | 2      |
| 8     | Sultan Mubarak al-Dawoodi | Asia-Pacific | KSA  | 56,73     | 1      |

14. September, 18:50 Uhr

#### Hammerwurf
| Platz | Athlet                 | Team         | Land | Weite (m) | Punkte |
| ----- | ---------------------- | ------------ | ---- | --------- | ------ |
| 1     | Krisztián Pars         | Europe       | HUN  | 78,99     | 8      |
| 2     | Mostafa el-Gamel       | Africa       | EGY  | 78,89     | 7      |
| 3     | Paweł Fajdek           | Europe       | POL  | 78,05     | 6      |
| 4     | Dilschod Nasarow       | Asia-Pacific | TJK  | 77,06     | 5      |
| 5     | Ali Mohamed al-Zankawi | Asia-Pacific | KUW  | 72,24     | 4      |
| 6     | Roberto Janet          | Americas     | CUB  | 71,98     | 3      |
| 7     | Chris Harmse           | Africa       | RSA  | 71,71     | 2      |
| 8     | Kibwe Johnson          | Americas     | USA  | 71,36     | 1      |

13. September, 18:30 Uhr

#### Speerwurf
| Platz | Athlet           | Team         | Land | Weite (m) | Punkte |
| ----- | ---------------- | ------------ | ---- | --------- | ------ |
| 1     | Ihab Abdelrahman | Africa       | EGY  | 85,44     | 8      |
| 2     | Vítězslav Veselý | Europe       | CZE  | 83,77     | 7      |
| 3     | Keshorn Walcott  | Americas     | TTO  | 83,52     | 6      |
| 4     | Julius Yego      | Africa       | KEN  | 83,06     | 5      |
| 5     | Tim Glover       | Americas     | USA  | 79,67     | 4      |
| 6     | Joshua Robinson  | Asia-Pacific | AUS  | 78,58     | 3      |
| 7     | Ivan Zaysev      | Asia-Pacific | UZB  | 78,37     | 2      |
| 8     | Antti Ruuskanen  | Europe       | FIN  | 77,78     | 1      |

14. September, 20:10 Uhr

### Frauen

#### 100-Meter-Lauf
| Platz | Athletin                | Team         | Land | Zeit (s) | Punkte |
| ----- | ----------------------- | ------------ | ---- | -------- | ------ |
| 1     | Veronica Campbell-Brown | Americas     | JAM  | 11,08    | 8      |
| 2     | Michelle-Lee Ahye       | Americas     | TTO  | 11,25    | 7      |
| 3     | Dafne Schippers         | Europe       | NED  | 11,26    | 6      |
| 4     | Marie Josée Ta Lou      | Africa       | CIV  | 11,28    | 5      |
| 5     | Myriam Soumaré          | Europe       | FRA  | 11,36    | 4      |
| 6     | Gloria Asumnu           | Africa       | NGR  | 11,37    | 3      |
| 7     | Olga Safronowa          | Asia-Pacific | KAZ  | 11,60    | 2      |
| 8     | Melissa Breen           | Asia-Pacific | AUS  | 11,75    | 1      |

13. September, 20:40 Uhr
Wind: -1,5 m/s

#### 200-Meter-Lauf
| Platz | Athletin            | Team         | Land | Zeit (s) | Punkte |
| ----- | ------------------- | ------------ | ---- | -------- | ------ |
| 1     | Dafne Schippers     | Europe       | NED  | 22,28    | 8      |
| 2     | Joanna Atkins       | Americas     | USA  | 22,53    | 7      |
| 3     | Myriam Soumaré      | Europe       | FRA  | 22,58    | 6      |
| 4     | Anthonique Strachan | Americas     | BAH  | 22,73    | 5      |
| 5     | Marie Josée Ta Lou  | Africa       | CIV  | 22,78 PB | 4      |
| 6     | Olga Safronowa      | Asia-Pacific | KAZ  | 22,99    | 3      |
| 7     | Dominique Duncan    | Africa       | NGR  | 23,63    | 2      |
| 8     | Melissa Breen       | Asia-Pacific | AUS  | 23,81    | 1      |

14. September, 19:35 Uhr
Wind: 0,3 m/s

#### 400-Meter-Lauf
| Platz | Athletin               | Team         | Land | Zeit (s) | Punkte |
| ----- | ---------------------- | ------------ | ---- | -------- | ------ |
| 1     | Francena McCorory      | Americas     | USA  | 49,94    | 8      |
| 2     | Novlene Williams-Mills | Americas     | JAM  | 50,08    | 7      |
| 3     | Libania Grenot         | Europe       | ITA  | 50,60    | 6      |
| 4     | Kabange Mupopo         | Africa       | ZAM  | 50,87 NR | 5      |
| 5     | Olha Semljak           | Europe       | UKR  | 51,00 PB | 4      |
| 6     | Folashade Abugan       | Africa       | NGR  | 51,78    | 3      |
| 7     | Anneliese Rubie        | Asia-Pacific | AUS  | 54,33    | 2      |
| 8     | Louise Jones           | Asia-Pacific | NZL  | 55,07    | 1      |

13. September, 20:10 Uhr

#### 800-Meter-Lauf
| Platz | Athletin            | Team         | Land | Zeit (min) | Punkte |
| ----- | ------------------- | ------------ | ---- | ---------- | ------ |
| 1     | Eunice Jepkoech Sum | Africa       | KEN  | 1:58,21    | 8      |
| 2     | Ajee Wilson         | Americas     | USA  | 2:00,07    | 7      |
| 3     | Maryna Arsamassawa  | Europe       | BLR  | 2:00,31    | 6      |
| 4     | Tigist Assefa       | Africa       | ETH  | 2:00,57    | 5      |
| 5     | Lynsey Sharp        | Europe       | GBR  | 2:00,80    | 4      |
| 6     | Sahily Diago        | Americas     | CUB  | 2:00,96    | 3      |
| 7     | Angie Smit          | Asia-Pacific | NZL  | 2:02,37    | 2      |
| 8     | Tintu Lukka         | Asia-Pacific | IND  | 2:03,13    | 1      |

13. September, 19:55 Uhr

#### 1500-Meter-Lauf
| Platz | Athletin         | Team         | Land | Zeit (min) | Punkte |
| ----- | ---------------- | ------------ | ---- | ---------- | ------ |
| 1     | Sifan Hassan     | Europe       | NED  | 4:05,99    | 8      |
| 2     | Shannon Rowbury  | Americas     | USA  | 4:07,21    | 7      |
| 3     | Dawit Seyaum     | Africa       | ETH  | 4:07,61    | 6      |
| 4     | Hellen Obiri     | Africa       | KEN  | 4:08,15    | 5      |
| 5     | Renata Pliś      | Europe       | POL  | 4:08,68    | 4      |
| 6     | Mimi Belete      | Asia-Pacific | BRN  | 4:09,14    | 3      |
| 7     | Nicole Sifuentes | Americas     | CAN  | 4:11,18    | 2      |
| 8     | Selma Kajan      | Asia-Pacific | AUS  | 4:19,61    | 1      |

14. September, 19:00 Uhr

#### 3000-Meter-Lauf
| Platz | Athletin           | Team         | Land | Zeit (min) | Punkte |
| ----- | ------------------ | ------------ | ---- | ---------- | ------ |
| 1     | Genzebe Dibaba     | Africa       | ETH  | 8:57,53    | 8      |
| 2     | Meraf Bahta        | Europe       | SWE  | 8:58,48    | 7      |
| 3     | Susan Kuijken      | Europe       | NED  | 9:01,41    | 6      |
| 4     | Janet Kisa         | Africa       | KEN  | 9:01,72    | 5      |
| 5     | Mimi Belete        | Asia-Pacific | BRN  | 9:04,11    | 4      |
| 6     | Gabriele Grunewald | Americas     | USA  | 9:05,58    | 3      |
| 7     | Jessica O’Connell  | Americas     | CAN  | 9:11,04    | 2      |
| 8     | Yuika Mori         | Asia-Pacific | JPN  | 9:31,10    | 1      |

13. September, 21:20 Uhr

#### 5000-Meter-Lauf
| Platz | Athletin        | Team         | Land | Zeit (min)  | Punkte |
| ----- | --------------- | ------------ | ---- | ----------- | ------ |
| 1     | Almaz Ayana     | Africa       | ETH  | 15:33,32    | 8      |
| 2     | Joyce Chepkirui | Africa       | KEN  | 15:58,31 PB | 7      |
| 3     | Joanne Pavey    | Europe       | GBR  | 15:58,67    | 6      |
| 4     | Eloise Wellings | Asia-Pacific | AUS  | 16:00,14    | 5      |
| 5     | Clémence Calvin | Europe       | FRA  | 16:03,31    | 4      |
| 6     | Brenda Flores   | Americas     | MEX  | 16:19,07    | 3      |
| 7     | Tejitu Daba     | Asia-Pacific | BRN  | 16:37,62    | 2      |
| 8     | Katie Mackey    | Americas     | USA  | 17:06,25    | 1      |

14. September, 20:00 Uhr

#### 100-Meter-Hürdenlauf
| Platz | Athletin            | Team         | Land | Zeit (s) | Punkte |
| ----- | ------------------- | ------------ | ---- | -------- | ------ |
| 1     | Dawn Harper Nelson  | Americas     | USA  | 12,47 CR | 8      |
| 2     | Tiffany Porter      | Europe       | GBR  | 12,51 NR | 7      |
| 3     | Cindy Roleder       | Europe       | GER  | 13,02    | 6      |
| 4     | Lavonne Idlette     | Americas     | DOM  | 13,06    | 5      |
| 5     | Rikenette Steenkamp | Africa       | RSA  | 13,16 PB | 4      |
| 6     | Ayako Kimura        | Asia-Pacific | JPN  | 13,17    | 3      |
| 7     | Amaka Ogoegbunam    | Africa       | NGR  | 13,59    | 2      |
| 8     | Sarah Cowley        | Asia-Pacific | NZL  | 15,30    | 1      |

14. September, 18:35 Uhr
Wind: 0,7 m/s

#### 400-Meter-Hürdenlauf
| Platz | Athletin          | Team         | Land | Zeit (s) | Punkte |
| ----- | ----------------- | ------------ | ---- | -------- | ------ |
| 1     | Kaliese Spencer   | Americas     | JAM  | 53,81    | 8      |
| 2     | Eilidh Child      | Europe       | GBR  | 54,42    | 7      |
| 3     | Oluwakemi Adekoya | Asia-Pacific | BRN  | 54,70    | 6      |
| 4     | Hanna Titimez     | Europe       | UKR  | 55,20    | 5      |
| 5     | Wenda Nel         | Africa       | RSA  | 55,80    | 4      |
| 6     | Amaka Ogoegbunam  | Africa       | NGR  | 55,83    | 3      |
| 7     | Kori Carter       | Americas     | USA  | 56,80    | 2      |
| 8     | Lauren Wells      | Asia-Pacific | AUS  | 57,09    | 1      |

13. September, 19:15 Uhr

#### 3000-Meter-Hindernislauf
| Platz | Athletin              | Team         | Land | Zeit (min) | Punkte |
| ----- | --------------------- | ------------ | ---- | ---------- | ------ |
| 1     | Emma Coburn           | Americas     | USA  | 09:50,67   | 8      |
| 2     | Hiwot Ayalew          | Africa       | ETH  | 09:51,59   | 7      |
| 3     | Ruth Jebet            | Asia-Pacific | BRN  | 09:55,24   | 6      |
| 4     | Swjatlana Kudselitsch | Europe       | BLR  | 09:56,31   | 5      |
| 5     | Charlotta Fougberg    | Europe       | SWE  | 10:07,62   | 4      |
| 6     | Salima Elouali Alami  | Africa       | MAR  | 10:08,35   | 3      |
| 7     | Jessica Furlan        | Americas     | CAN  | 10:16,51   | 2      |
| 8     | Stella Radford        | Asia-Pacific | AUS  | 11:07,02   | 1      |

14. September, 17:50 Uhr

#### 4-mal-100-Meter-Staffel
| Platz | Team         | Athletinnen                                                                                                 | Zeit (s) | Punkte |
| ----- | ------------ | --- | -------- | ------ |
| 1     | Americas     | Tianna Bartoletta (USA) Michelle-Lee Ahye (TTO) Samantha Henry-Robinson (JAM) Veronica Campbell-Brown (JAM) | 42,44    | 15     |
| 2     | Europe       | Asha Philip (GBR) Ashleigh Nelson (GBR) Anyika Onuora (GBR) Desiree Henry (GBR)                             | 42,98    | 11     |
| 3     | Asia-Pacific | Yuki Miyazawa (JPN) Mizuki Nakamura (JPN) Tomoka Tsuchihashi (JPN) Yūki Jimbo (JPN)                         | 45,40    | 7      |
|       | Africa       | Gloria Asumnu (NGR) Marie Josée Ta Lou (CIV) Dominique Duncan (NGR) Justine Palframan (RSA)                 | DQ       |        |

13. September, 21:40 Uhr
Die afrikanische Stafette wurde disqualifiziert, weil die letzten beiden Läuferinnen sich den Stab außerhalb der Wechselzone übergaben.

#### 4-mal-400-Meter-Staffel
| Platz | Team         | Athletinnen                                                                                            | Zeit (min) | Punkte |
| ----- | ------------ | --- | ---------- | ------ |
| 1     | Americas     | Christine Day (JAM) Francena McCorory (USA) Stephenie Ann McPherson (JAM) Novlene Williams-Mills (JAM) | 3:20,93 WL | 15     |
| 2     | Europe       | Indira Terrero (ESP) Małgorzata Hołub (POL) Olha Semljak (UKR) Libania Grenot (ITA)                    | 3:24,12    | 11     |
| 3     | Africa       | Patience Okon George (NGR) Folashade Abugan (NGR) Ada Benjamin (NGR) Kabange Mupopo (ZAM)              | 3:25,51    | 7      |
| 4     | Asia-Pacific | Jessica Thornton (AUS) Anneliese Rubie (AUS) Lauren Wells (AUS) Lyndsay Pekin (AUS)                    | 3:36,89    | 3      |

14. September, 20:40 Uhr

#### Hochsprung
| Platz | Athletin             | Team         | Land | Höhe (m) | Punkte |
| ----- | -------------------- | ------------ | ---- | -------- | ------ |
| 1     | Marija Kutschina     | Europe       | RUS  | 1,99     | 8      |
| 2     | Chaunté Lowe         | Americas     | USA  | 1,97     | 7      |
| 3     | Ana Šimić            | Europe       | CRO  | 1,95     | 6      |
| 4     | Svetlana Radzivil    | Asia-Pacific | UZB  | 1,93     | 5      |
| 5     | Levern Spencer       | Americas     | LCA  | 1,87     | 4      |
| 6     | Rhizlane Siba        | Africa       | MAR  | 1,79     | 3      |
| 7     | Sarah Cowley         | Asia-Pacific | NZL  | 1,79     | 2      |
| 8     | B. M. Mohamed Hassan | Africa       | EGY  | 1,69     | 1      |

14. September, 19:10 Uhr

#### Stabhochsprung
| Platz | Athletin                | Team         | Land | Höhe (m) | Punkte |
| ----- | ----------------------- | ------------ | ---- | -------- | ------ |
| 1     | Li Ling                 | Asia-Pacific | CHN  | 4,55     | 8      |
| 2     | Angelina Schuk-Krasnowa | Europe       | RUS  | 4,45     | 7      |
| 3     | Lisa Ryzih              | Europe       | GER  | 4,30     | 5,5    |
| 3     | Alana Boyd              | Asia-Pacific | AUS  | 4,30     | 5,5    |
| 5     | Becky Holliday          | Americas     | USA  | 4,30     | 4      |
| 6     | Nisrine Dinar           | Africa       | MAR  | 3,95     | 3      |
| 7     | Syrine Ebondo           | Africa       | TUN  | 3,95     | 2      |
|       | Fabiana Murer           | Americas     | BRA  | NM       |        |

13. September, 18:40 Uhr

#### Weitsprung
| Platz | Athletin                | Team         | Land | Weite (m) | Punkte |
| ----- | ----------------------- | ------------ | ---- | --------- | ------ |
| 1     | Éloyse Lesueur          | Europe       | FRA  | 6,66      | 8      |
| 2     | Ivana Španović          | Europe       | SRB  | 6,56      | 7      |
| 3     | Tianna Bartoletta       | Americas     | USA  | 6,45      | 6      |
| 4     | Christabel Nettey       | Americas     | CAN  | 6,35      | 5      |
| 5     | Ese Brume               | Africa       | NGR  | 6,34      | 4      |
| 6     | Joëlle Mbumi Nkouindjin | Africa       | CMR  | 6,23      | 3      |
| 7     | Lu Minjia               | Asia-Pacific | CHN  | 6,14      | 2      |
| 8     | Margaret Gayen          | Asia-Pacific | AUS  | 5,92      | 1      |

14. September, 19:40 Uhr

#### Dreisprung
| Platz | Athletin                | Team         | Land | Weite (m) | Punkte |
| ----- | ----------------------- | ------------ | ---- | --------- | ------ |
| 1     | Caterine Ibargüen       | Americas     | COL  | 14,52     | 8      |
| 2     | Jekaterina Konewa       | Europe       | RUS  | 14,27     | 7      |
| 3     | Olha Saladucha          | Europe       | UKR  | 14,26     | 6      |
| 4     | Kimberly Williams       | Americas     | JAM  | 13,93     | 5      |
| 5     | Li Yanmei               | Asia-Pacific | CHN  | 13,37     | 4      |
| 6     | Joëlle Mbumi Nkouindjin | Africa       | CMR  | 13,34     | 3      |
| 7     | Nadia Eke               | Africa       | GHA  | 13,28 PB  | 2      |
| 8     | Linda Leverton          | Asia-Pacific | AUS  | 13,10     | 1      |

13. September, 18:45 Uhr

#### Kugelstoßen
| Platz | Athletin                | Team         | Land | Weite (m) | Punkte |
| ----- | ----------------------- | ------------ | ---- | --------- | ------ |
| 1     | Christina Schwanitz     | Europe       | GER  | 20,02     | 8      |
| 2     | Michelle Carter         | Americas     | USA  | 19,84     | 7      |
| 3     | Gong Lijiao             | Asia-Pacific | CHN  | 19,23     | 6      |
| 4     | Jewgenija Kolodko       | Europe       | RUS  | 18,80     | 5      |
| 5     | Cleopatra Borel         | Americas     | TTO  | 18,68     | 4      |
| 6     | Chinwe Okoro            | Africa       | NGR  | 16,35     | 3      |
| 7     | Auriol Dongmo Mekemnang | Africa       | CMR  | 15,77     | 2      |
|       | Valerie Adams           | Asia-Pacific | NZL  | DNS       |        |

14. September, 18:40 Uhr

#### Diskuswurf
| Platz | Athletin             | Team         | Land | Weite (m) | Punkte |
| ----- | -------------------- | ------------ | ---- | --------- | ------ |
| 1     | Gia Lewis-Smallwood  | Americas     | USA  | 64,55     | 8      |
| 2     | Dani Samuels         | Asia-Pacific | AUS  | 64,39     | 7      |
| 3     | Sandra Perković      | Europe       | CRO  | 62,08     | 6      |
| 4     | Mélina Robert-Michon | Europe       | FRA  | 61,89     | 5      |
| 5     | Yaimé Pérez          | Americas     | CUB  | 59,38     | 4      |
| 6     | Yang Yanbo           | Asia-Pacific | CHN  | 55,98     | 3      |
| 7     | Chinwe Okoro         | Africa       | NGR  | 52,30     | 2      |
| 8     | Amina Moudden        | Africa       | MAR  | 49,07     | 1      |

13. September, 19:50 Uhr

#### Hammerwurf
| Platz | Athletin         | Team         | Land | Weite (m) | Punkte |
| ----- | ---------------- | ------------ | ---- | --------- | ------ |
| 1     | Anita Włodarczyk | Europe       | POL  | 75,21     | 8      |
| 2     | Amanda Bingson   | Americas     | USA  | 72,38     | 7      |
| 3     | Martina Hrašnová | Europe       | SVK  | 70,47     | 6      |
| 4     | Wang Zheng       | Asia-Pacific | CHN  | 70,15     | 5      |
| 5     | Sultana Frizell  | Americas     | CAN  | 70,06     | 4      |
| 6     | Amy Sène         | Africa       | SEN  | 59,18     | 3      |
| 7     | Laetitia Bambara | Africa       | BUR  | 58,22     | 2      |
| 8     | Natalie Debeljuh | Asia-Pacific | AUS  | 53,73     | 1      |

14. September, 17:30 Uhr

#### Speerwurf
| Platz | Athletin          | Team         | Land | Weite (m) | Punkte |
| ----- | ----------------- | ------------ | ---- | --------- | ------ |
| 1     | Barbora Špotáková | Europe       | CZE  | 65,52     | 8      |
| 2     | Sunette Viljoen   | Africa       | RSA  | 63,76     | 7      |
| 3     | Elizabeth Gleadle | Americas     | CAN  | 61,38     | 6      |
| 4     | Kimberley Mickle  | Asia-Pacific | AUS  | 61,33     | 5      |
| 5     | Linda Stahl       | Europe       | GER  | 60,14     | 4      |
| 6     | Zhang Li          | Asia-Pacific | CHN  | 59,27     | 3      |
| 7     | Kara Patterson    | Americas     | USA  | 52,22     | 2      |
| 8     | Zuta Mary Nartey  | Africa       | GHA  | 49,84     | 1      |

13. September, 21:10 Uhr